# Darling (Software)
Darling ist eine mit Apple macOS (ursprünglich Mac OS X) kompatible Laufzeitumgebung für Linux-Betriebssysteme. Es ermöglicht die Nutzung von macOS-Anwendungen auf einem Linux-System ohne Emulation oder Neukompilation.
Darling ist kein Emulator, sondern stellt eine Implementation der Funktionen der macOS-spezifischen Frameworks und APIs auf GNU/Linux dar. Ähnlich wie bei Wine werden die Systemaufrufe direkt an den Linux-Kernel sowie das X Window System weitergereicht. So ist es möglich, dass die über Darling ausgeführten macOS-Programme ähnlich schnell wie unter dem Originalbetriebssystem laufen können. 
Im Wesentlichen setzt Darling auf GNUstep auf, eine freie Implementierung der Cocoa-Schnittstellen aus macOS, das die Darling-Entwickler nicht selbst entwickeln. Anders als GNUstep selbst, erlaubt es Darling bestehende macOS-Anwendungen ohne Neukompilation auszuführen.
Auch wenn sich die Entwicklung zurzeit noch in einem frühen Stadium befindet, unterstützt Darling bereits viele Darwin- und einige einfachere macOS-Anwendungen und sein Funktionsumfang nimmt ständig zu.
Es ist geplant in Zukunft auch iOS-Anwendungen zu unterstützen.

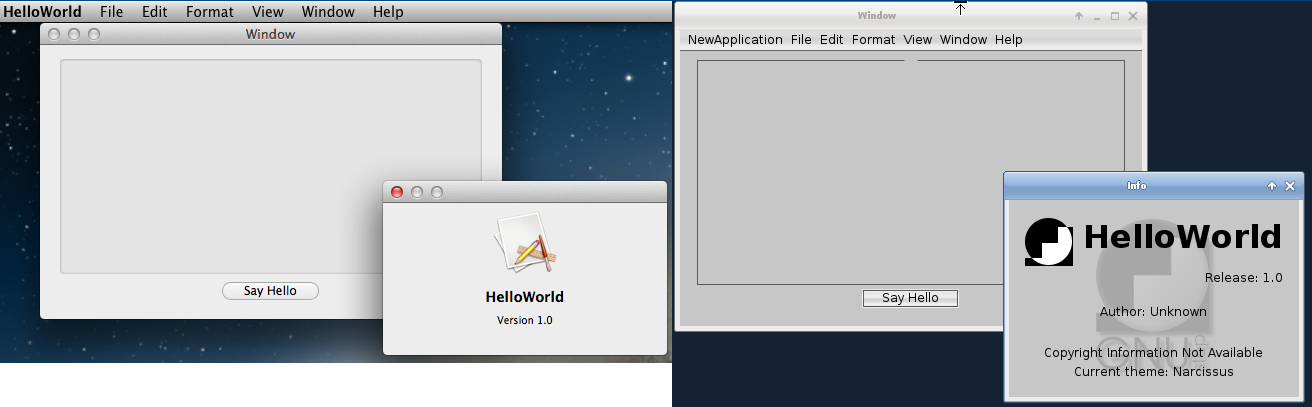
Eine einfache grafische Anwendung in macOS (bzw. OS X, links) und Linux mit Darling. (rechts)

## Geschichte
Das Projekt wurde im Sommer 2012 auf der Basis des Vorgängerprojekts Maloader gegründet, welches nicht weiterverfolgt wurde.